# Epos di Tukulti-Ninurta
L'Epos di Tukilti-Ninurta è un'epopea assira scritta in accadico che descrive e glorifica le guerre e le conquiste del re assiro Tukulti-Ninurta I contro il re babilonese Kashtiliash IV della Dinastia cassita.
Sebbene gli Assiri avessero successo, giungendo a rapire la statua di Marduk, divinità poliade di Babilonia, a causa delle ribellioni babilonesi e dell'interferenza dell'Elam, Assur dovette restituire la città ai Cassiti. L'epopea può quindi essere considerato come una forma di propaganda. Studiosi come Joseph P. Farrel suggeriscono che essa rappresenti un inventario del "bottino" di guerra.
Secondo il testo, la conquista può aver luogo in quanto le divinità babilonesi abbandonano le città lasciandole senza una guida divina.